# اوکپ، استان یامبول
اوکپ (به بلغاری: Okop) روستایی در بلغارستان است که در استان یامبول واقع شده‌است. اوکپ ۶۶۶ نفر جمعیت دارد و ۱۱۴ متر بالاتر از سطح دریا واقع شده‌است.